# دلية قارب
دُلية قارب هي جهاز لجر وإطلاق القوارب الصغيرة في الماء. وتكون أصغر من مقطورة القارب ذات عجلات أصغر وغير مناسبة لسحب قارب على الطريق.

دُليات قارب
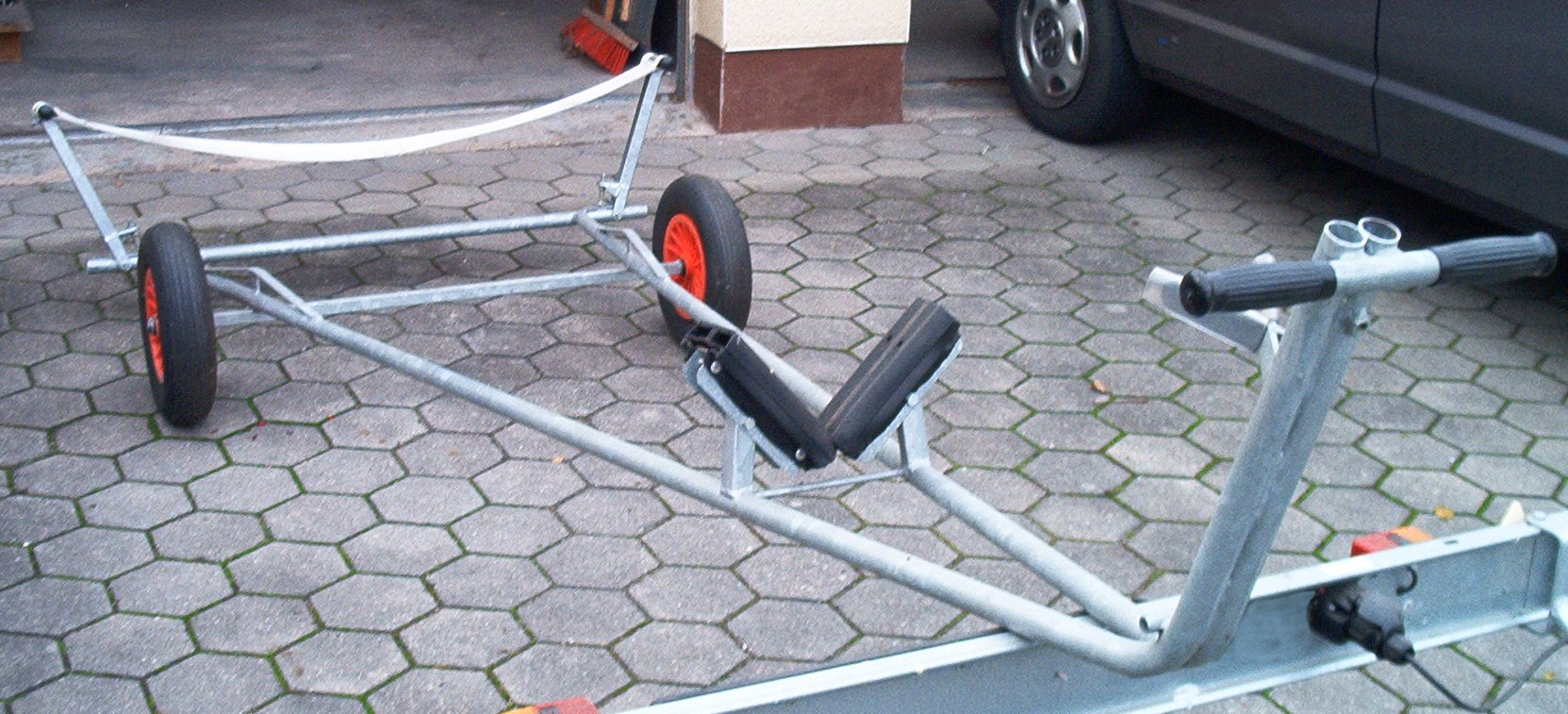
إطلاق دوللي لقارب شراعي خفيف
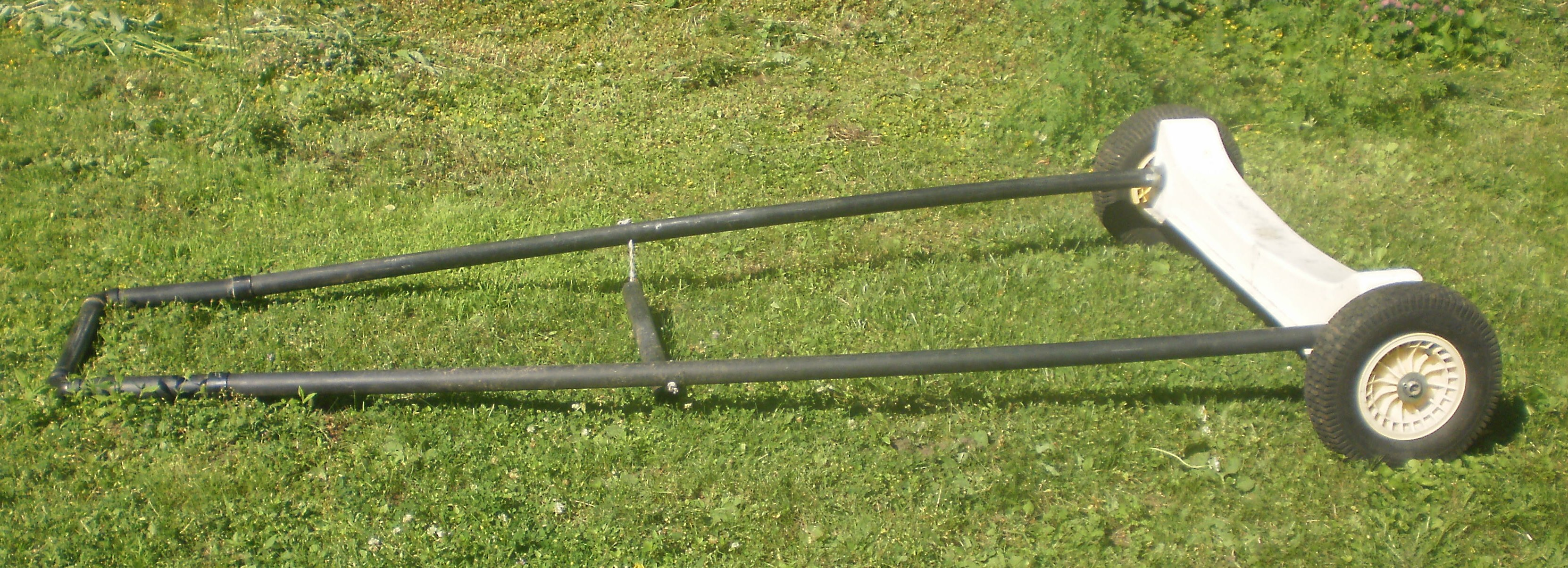
أسلوب قديم يطلق دوللي لقارب شراعي ليزر أنا
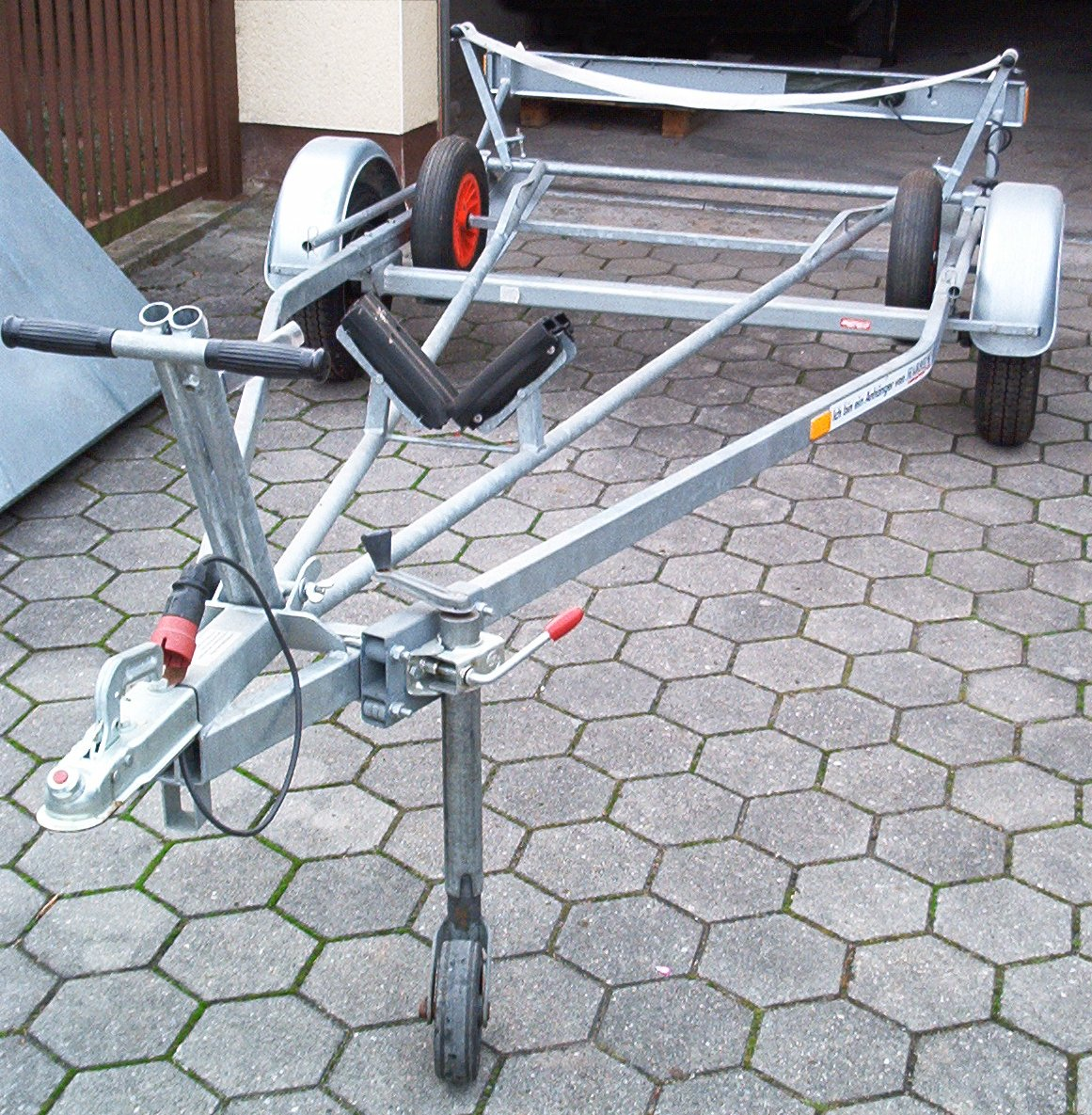
إطلاق عربة على ظهر قارب على مقطورة